# Скандинавская медная марка
Скандинавская медная марка (швед. Küpfer Mark) — весовая единица стран Скандинавии, которая имела вес 218,3 г и приравнивалась к ⅔ медного фунта весом 327,45 г. С 1620 года весовая марка стала эталоном для чеканки медных монет и долгое время приравнивалась к серебряной марке по скандинавской биметаллической системе, которую отменили в 1776 году.

## История

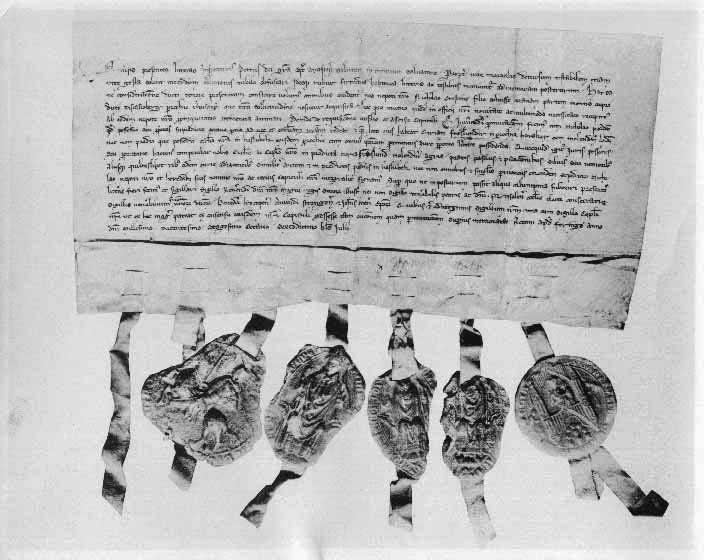
Первое письменное упоминание о руднике «Большая Медная гора». 1288 год

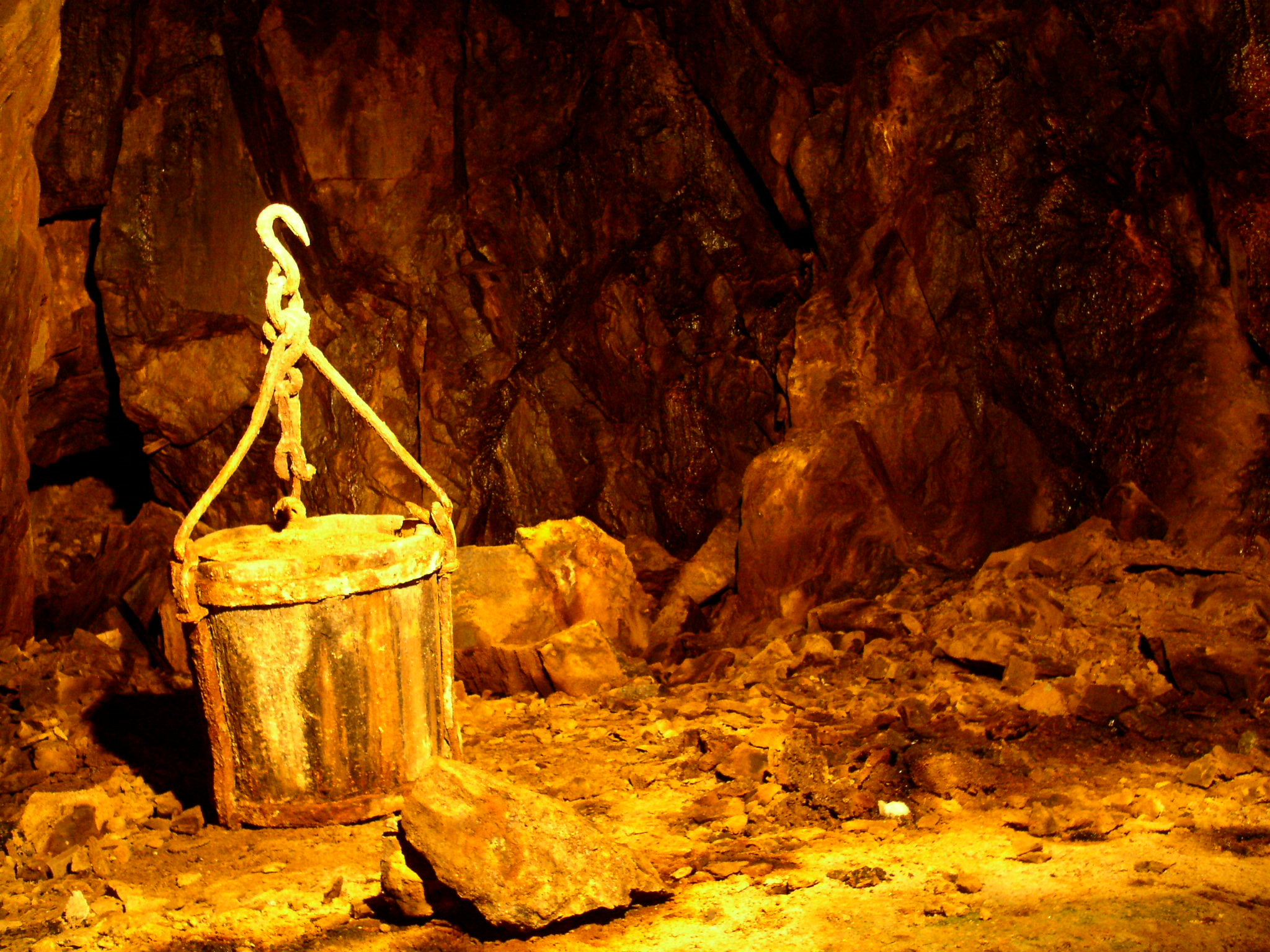
Добыча меди в Фалуне. Фото из музея горного дела на территории рудника

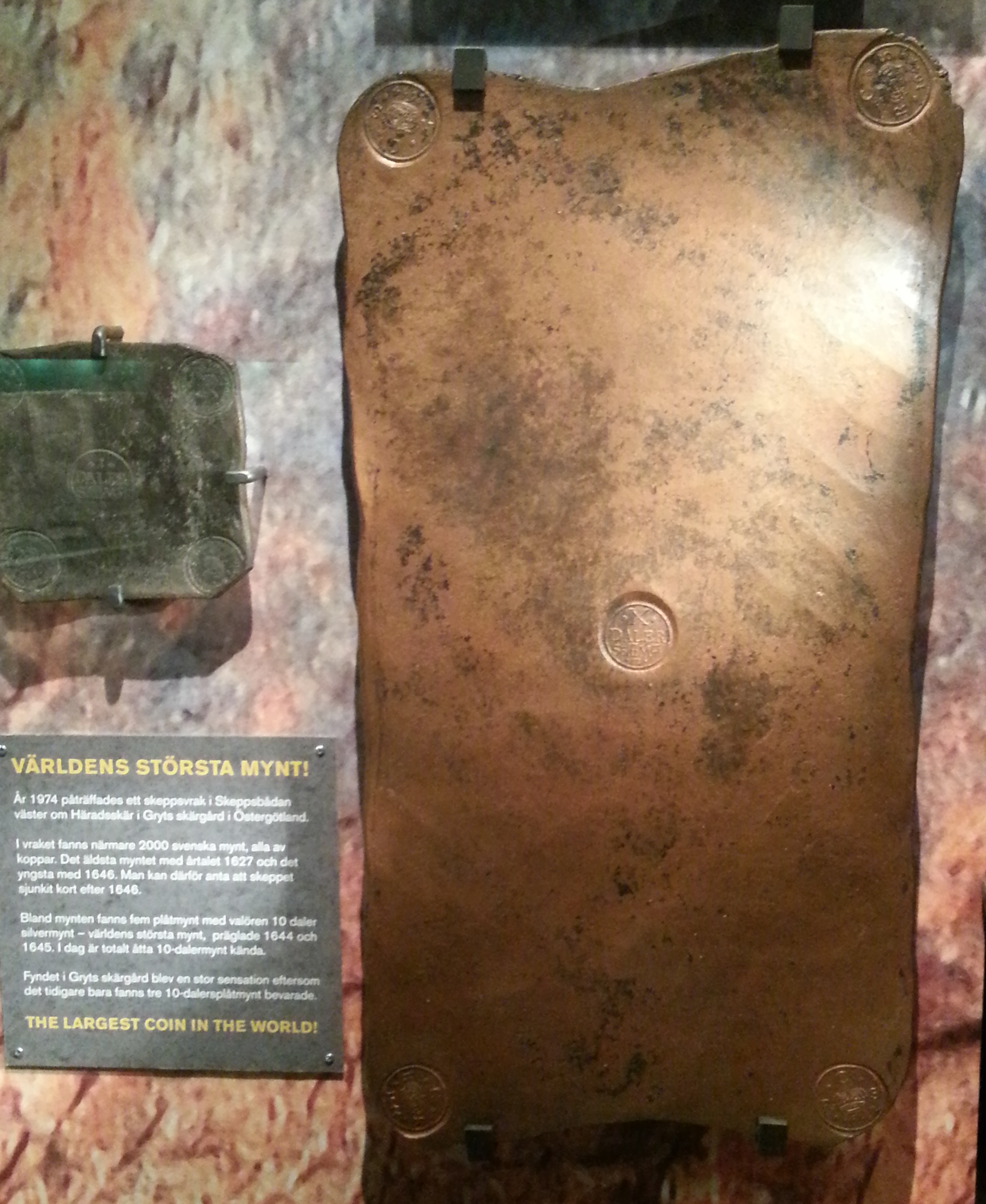
Одна из самых тяжелых монет мира, медная плата (10 далеров) (19,7 кг) изготовлена в Швеции в 1664 году

В средневековье, когда валюты европейских стран были основаны на определённой весовой норме драгоценного металла, скандинавские государства столкнулись в первую очередь с проблемой нехватки серебра на своих территориях. С XI века при изготовлении серебряных монет в этих государствах в качестве весовой единицы стала использоваться кельнская серебряная марка. До XVII века для стран Скандинавии серебряные и золотые монеты чеканились на Гамбургском монетном дворе. С XIII века на территориях Шведского лена Даларна, в торговых центрах Фалуне и Сетере, шла активная добыча меди на руднике «Большая Медная гора» (швед. Stora Kopparberg). Первое письменное упоминание о горных работах на этих рудниках датируется 1288 годом. С 1397 года, в начале правления Эрика Померанского было решено объединить страны Скандинавии в Кальмарскую унию с собственной структурой управления, но под защитой Датской короны. Также король Эрик ограничил привилегии ганзейцев и установил пошлины на их товары в Зундском проливе. После развала унии марка становится одной из денежных единиц во всех государствах Скандинавского полуострова (кроме территорий, находившихся под опекой Дании — Финляндия, Исландия, Гренландия) и чеканится в серебре. В начале правления короля Швеции Густава I изготавливаются первые медные монеты-плиты, названными пеннингами (швед. penningar). С 20-х годов XVII века медный стандарт стали применять в монетной системе Швеции. Эталоном для изготовления монет из меди служила скандинавская медная марка весом 218,3 граммов. Таким образом, Швеция пыталась расширить внутреннюю экономику и создать дефицит меди в других странах Европы, рассчитывая на спрос и большую цену на этот металл в торговле с другими странами. .

## Двойной денежный стандарт
В 1620 году шведский король Густав II принял решение применить двойной денежный стандарт, используя как для изготовления медных монет медную весовую марку, так и для серебряных соответственно серебряную. Для чеканки медных монет правительство начал использовать металл с рудника Стура-Коппарберг. В 1624 году в рудодобывающем городке Сеттер был создан монетный двор для чеканки медных монет. В 1625 монетный двор был создан в городке Никопинг (швед. Nyköping) и в 1626 году в местечке Арбуга (швед. Arböga). Золото и серебро и далее использовалось зарубежное и чеканка монет из драгоценных металлов действовала долгое время по европейским стандартам. В 1627 году были отчеканены первые медные монеты грубой формы, вырезанные из медных листов. Но первые годы производства медной монеты техника совершенствовалась. Фрезерование было следующим шагом развития техники. В 1644 году, были изготовлены первые монеты-платы, получившие номинальную название — далер. 2½ медных далера приравнивались к 1 серебряному далеру, а с 1665 и до реформы 1776 года 1 серебряный далер стал стоить 3 медных далера. Самая тяжелая плата была весом в 43,4 фунта (19,7 кг) номиналом в 10 далеров. Учитывая большой вес этих плат (швед. plåt), ими в основном рассчитывались с иностранными покупателями во время валютных расчетов. В 1689 году за эталон скандинавских весовых единиц была принята датская серебряная марка, которая имела массу 334,54 г, таким образом вытеснив по весу более ранний эталон для серебра кельнскую марку. В 1716—1719 годах, во время Великой Северной войны, согласно указу короля Швеции Карла XII, изготавливали медные чрезвычайные монеты (швед. nödmynt) массой 756 г и номинальной стоимостью в 1 далер. Но правительство не гарантировало ценность новых монет и подобные типы далеров в основном использовались в дореформенный период после войны.

## Отмена медного стандарта
В целом, двойной монетный стандарт создавал проблемы как для простых граждан, так и государств, которые его использовали. Медь постепенно обесценивалась, а соотношение серебра с годами становилось неоправданным. В 1776 году король Густав III провёл денежную реформу, по которой медный стандарт был отменен, а серебряный риксдалер стал главной валютой Швеции.